# Mount Typo
Mount Typo är ett berg i Australien. Det ligger i regionen Wangaratta och delstaten Victoria, omkring 170 kilometer nordost om delstatshuvudstaden Melbourne. Toppen på Mount Typo är 1 003 meter över havet, eller 159 meter över den omgivande terrängen. Bredden vid basen är 2,4 km.
Runt Mount Typo är det mycket glesbefolkat, med 2 invånare per kvadratkilometer.. Det finns inga samhällen i närheten. 
I omgivningarna runt Mount Typo växer i huvudsak städsegrön lövskog. Genomsnittlig årsnederbörd är 1 506 millimeter. Den regnigaste månaden är juni, med i genomsnitt 191 mm nederbörd, och den torraste är januari, med 66 mm nederbörd.